# Vilarinho das Cambas
Vilarinho das Cambas é uma povoação portuguesa sede da Freguesia de Vilarinho das Cambas do Município de Vila Nova de Famalicão, freguesia com 9,50 km² de área e 1485 habitantes (censo de 2021), tendo, por isso, uma densidade populacional de 156,3 hab./km².

## Demografia
A população registada nos censos foi:
| Ano  | 0-14 Anos | 15-24 Anos | 25-64 Anos | > 65 Anos |
| 2001 | 269       | 210        | 720        | 120       |
| 2011 | 253       | 175        | 797        | 141       |
| 2021 | 170       | 201        | 891        | 223       |